# 李粛 (騎都尉)
李粛（り しゅく、? - 192年）は、中国後漢末の人物。董卓の臣。并州五原郡（呂布と同郷）出身の人物。字は不明。騎都尉。

## 生涯
初平三年（192年）四月、王允、士孫瑞、呂布らは、未央殿で行われる献帝快癒の宴を利用して董卓暗殺を謀った。王允らは密かに献帝に暗殺を知らせ、士孫瑞が書いた詔を呂布に渡し、騎都尉の（呂布と同郷）李粛のほか、秦誼、陳衛ら勇士10人ほどに衛士の服を着せて、北掖門で董卓を待ち伏せする手筈となった。道中、馬車がなぜか進まなくなったので董卓は不安に思い帰ろうとしたが、呂布に促されて門に到着し、そこで李粛が戟を董卓に突き刺したが、普段から鎧を着ていたため致命傷にはならなかった。そうして、肘に傷を受け落馬した董卓が「呂布はどこだ」と叫んだが、呂布は「詔によって賊を討つ」と言い、矛で董卓を殺した。
その後、長安の東に位置する陝県に駐屯する牛輔を討つべく、呂布は李粛を派遣したが、逆に敗れて弘農まで敗走したため、呂布に処刑された。

## 三国志演義
小説『三国志演義』では虎賁中郎の身分で登場し、丁原（および呂布）に勝てず悩む董卓に赤兎馬を贈ることを進言して自ら寝返り工作に向かった。呂布と同郷で旧知でもあった李粛は、彼を説得して丁原を斬らせた（この際、李粛の方が年上なのか呂布を賢弟と呼び、呂布も李粛を兄と呼んでいる）。
反董卓連合軍（孫堅）が汜水関に迫ると華雄の副将として李粛、胡軫、趙岑らが付き従った。途中、程普に胡軫が討ち取られるが、李粛の夜襲の策で孫堅を敗走させた。
董卓暗殺の段では呂布に協力を誓い、「禅譲」を行う詔がでたと言って郿塢から董卓をおびき寄せた。道中数々の凶兆が現れるも巧みに誤魔化して董卓を案内し、北掖門で呂布と共に董卓を殺害した。また、李儒を捕らえ、呂布や皇甫嵩と共に郿塢を攻略した。
その後、李傕らと合流した牛輔が長安に迫ると、これを迎撃し敗走させた。しかし、牛輔は夜陰に乗じて李粛の不備をついたため、壊乱した部隊は三十里余り敗走することとなった。これを見た呂布は激怒して李粛を斬り軍門に頭を晒したのだった。
一方で『三国志演義』の前身にあたる『三国志平話』においては扱いが少々異なる。西涼府を占領する黄巾（李傕ら）を討伐すべく董卓が５０万を動員した際の記述で「左方には義理の息子・呂布　～（中略）～　右方には李広の末裔・李粛、銀の兜に銀鎖の鎧、白袍に身を包み、一丈五尺の鉤槍と弓を十字に背負う。文官に李儒、武官に呂布と李粛、この三名が董卓を補佐した」とあるように董卓麾下において呂布と双璧をなす武将として紹介される。つづく場面でも曹操から「呂布と李粛は万夫不当の勇を持ち向かうところ敵なし」と評価されている。その後、呂布が董卓を暗殺すると、剣をひっさげて敵討ちのために呂布の元に向かったが、王允や呂布から董卓の実情を聞かされるとその無道に憤った。その後呂布は徐州に逃れるが、以降の記述はない。